# Plešivec (přírodní památka)
Plešivec (též Ledový vrch nebo lidově Jordán, německy Eisberg) je přírodní památka severně od obce Kamýk v katastrálních územích Hlinná, Kamýk u Litoměřic a Miřejovice v okrese Litoměřice na vrchu Plešivec. Spadá pod správu chráněné krajinné oblasti České středohoří.
Geomorfologicky se jedná o neovulkanický suk na severovýchodním okraji Kostomlatského středohoří. Vrchol a některé svahy pokrývají suťová pole porostlá zejména lišejníky. Významným prvkem jsou zde ledové jámy a ventaroly vytvářející systém proudícího chladného vzduchu. Jev způsobuje vanovitý tvar suťových polí, která jsou ve spodních partiích utěsněna, takže nemůže těžký studený vzduch unikat ven, dokud jej nenahradí ještě studenější vzduch z následující zimy. V minulosti se zde nacházel lom, kde docházelo k odtěžování suti.[nenalezeno v uvedeném zdroji]

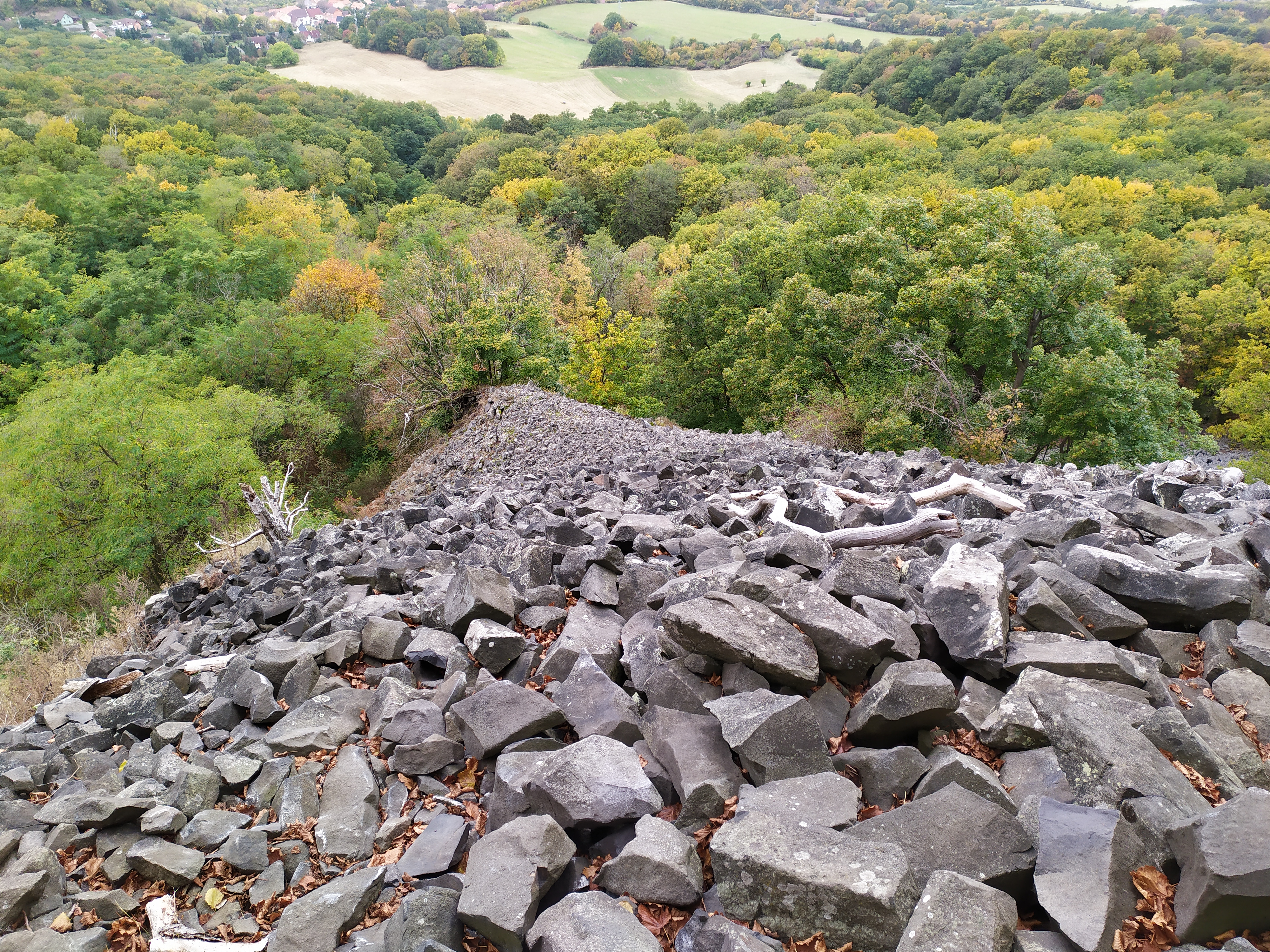
Doubravy a dubohabřiny

Většinu plochy přírodní památky pak pokrývají doubravy a dubohabřiny, ve kterých rostou vzácné druhy jako je lilie zlatohlavá a medovník velkokvětý. Suťová pole obývají také ohrožené druhy střevlíků, roháč obecný a ve dřevě starých lip se vyvíjejí larvy vzácného brouka krasce lipového. K ochraně zejména otevřených sutí je oblast od roku 1966 chráněna a její současná rozloha je 43,83 ha. Není zde potřeba žádný speciální management ochrany díky nízké míře turismu a přirozené stabilitě stanovišť, pouze místy je prováděna pastva k zachování bezlesí.

## Historie

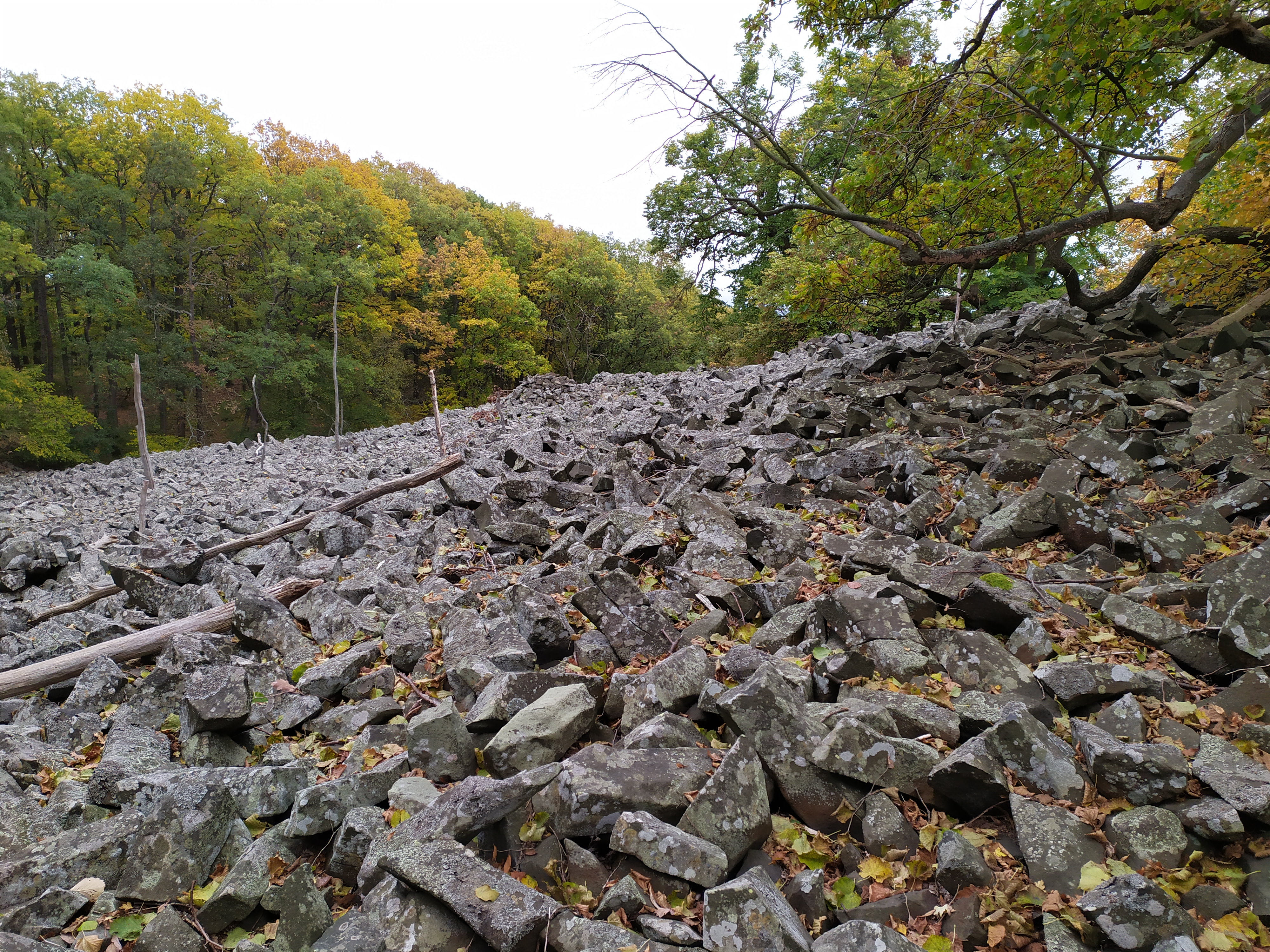
Suťové pole na severovýchodním svahu

Původně se území do počátku šedesátých let 20. století využívalo k těžbě suti. Tato místa jsou v současnosti otevřená, nestabilní a téměř bez vegetace. Během činnosti lomu také docházelo k narušování systému ventarol a ledových jam, které jsou nyní předmětem ochrany. Také vlivem prokopání protisvahu vanovité prohlubně na jihozápadní straně došlo k úniku nashromážděného studeného vzduchu. Od 14. října 1966 je celý vrch chráněn a dne 30. června 1993 byla oblast rozšířena na současnou výměru 43,8 ha a vyhlášena přírodní památkou (dle IUCN kategorie III)

## Přírodní poměry
Vrch Plešivec se nachází mezi obcemi Kamýk, Miřejovice, Hlinná, Libochovany a přibližně čtyři kilometry severozápadně od města Litoměřice. Zasahuje ze severní a severozápadní strany do Tlučeňského údolí, které odděluje Milešovskou a Verneřickou část Českého středohoří. Lokalita leží v nadmořské výšce 390 až 510 metrů.
Masiv je budován čedičovými horninami, hlavně olivnickým leucitem a jeho podloží vytváří křídové sedimenty. Převážně se jedná o slínovce svrchnoturonského až coniackého stáří. Odhaduje se, že v nejspodnějších vrstvách suti se může nacházet permafrost, což nasvědčují několikrát naměřené nízké teploty počátkem září (v jednom metru hloubky 0,5 °C). Na jižní straně suťového pole se nacházejí ledové jámy, kde se firnový sníh a led udrží běžně až do začátku léta. Na vrchu hory ústí tzv. ventaroly, tedy vzájemně propojené vývěry teplého vlhkého vzduchu.

### Flóra

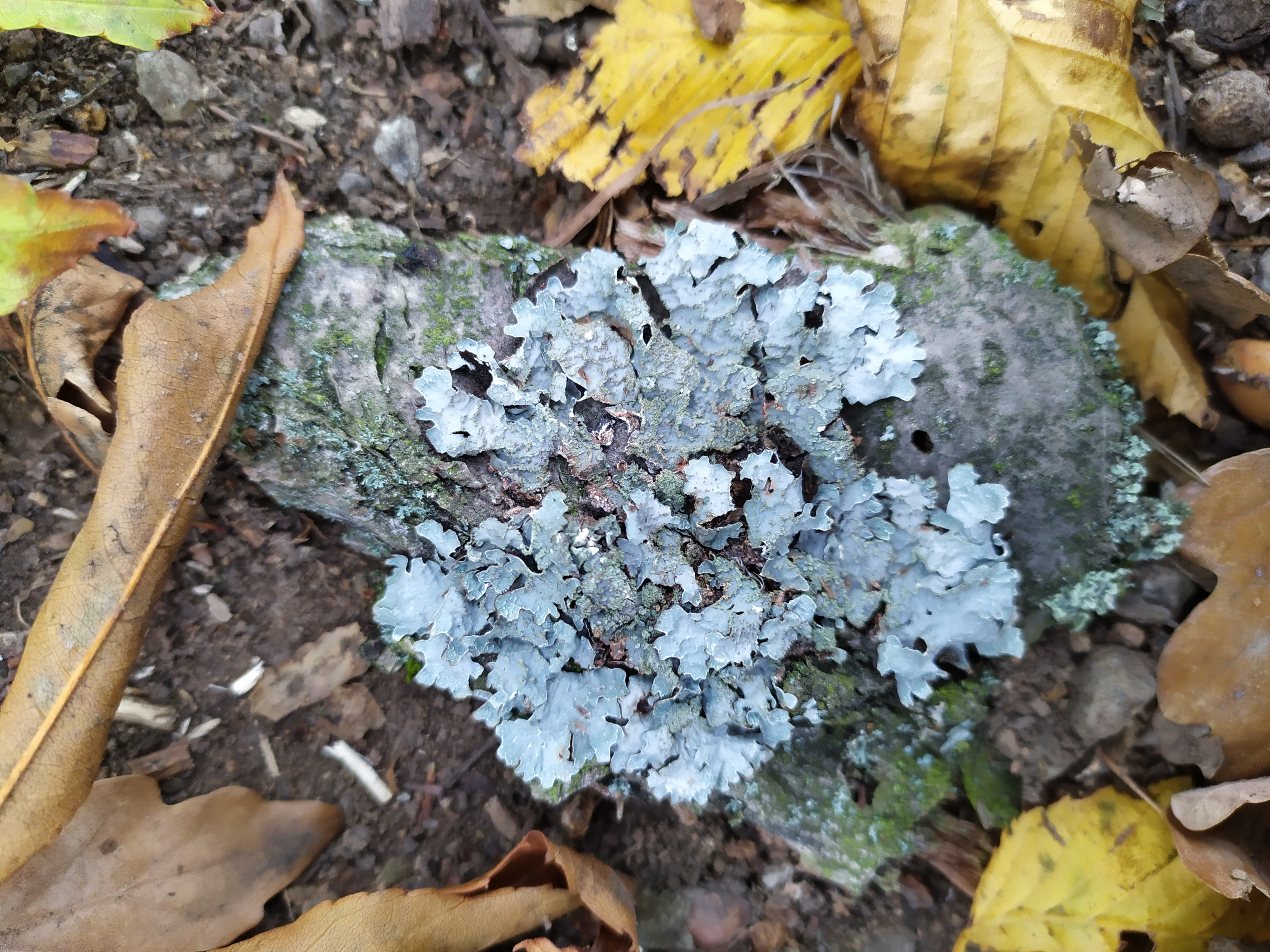
Terčovka brázditá

Na otevřeném suťovém pokryvu se vyskytují druhy vázané právě na pohyblivou suť, silikátové skály a droliny a také acidofilní podmínky pro efeméry a sukulenty (např. Sedum sp.). Nachází se zde i lesní podrosty tvořené převážně suťovými lesy a suchými acidofilními doubravy. Na sutích jsou hojné různé druhů lišejníků, mechů a játrovek. V chráněném území se vyskytují také vzácnější druhy lišejníků hávnatka psí (Peltigera canina) a přímo v ledových jamách pevnokmínek rozvětvený (Stereocaulon dactylophyllum). Z mechorostů zde roste křepenka dvoulaločná (Cephalozia bicuspidata), drobnička Starkeova (Cephaloziella divaricata), zdvojenka bělavá (Diplophyllum albicans), svojnice nadmutá (Gymnocolea inflata), křížatka Hatcherova (Lophozia hatcheri) a křížatka protáhlá (Lophozia longidens).

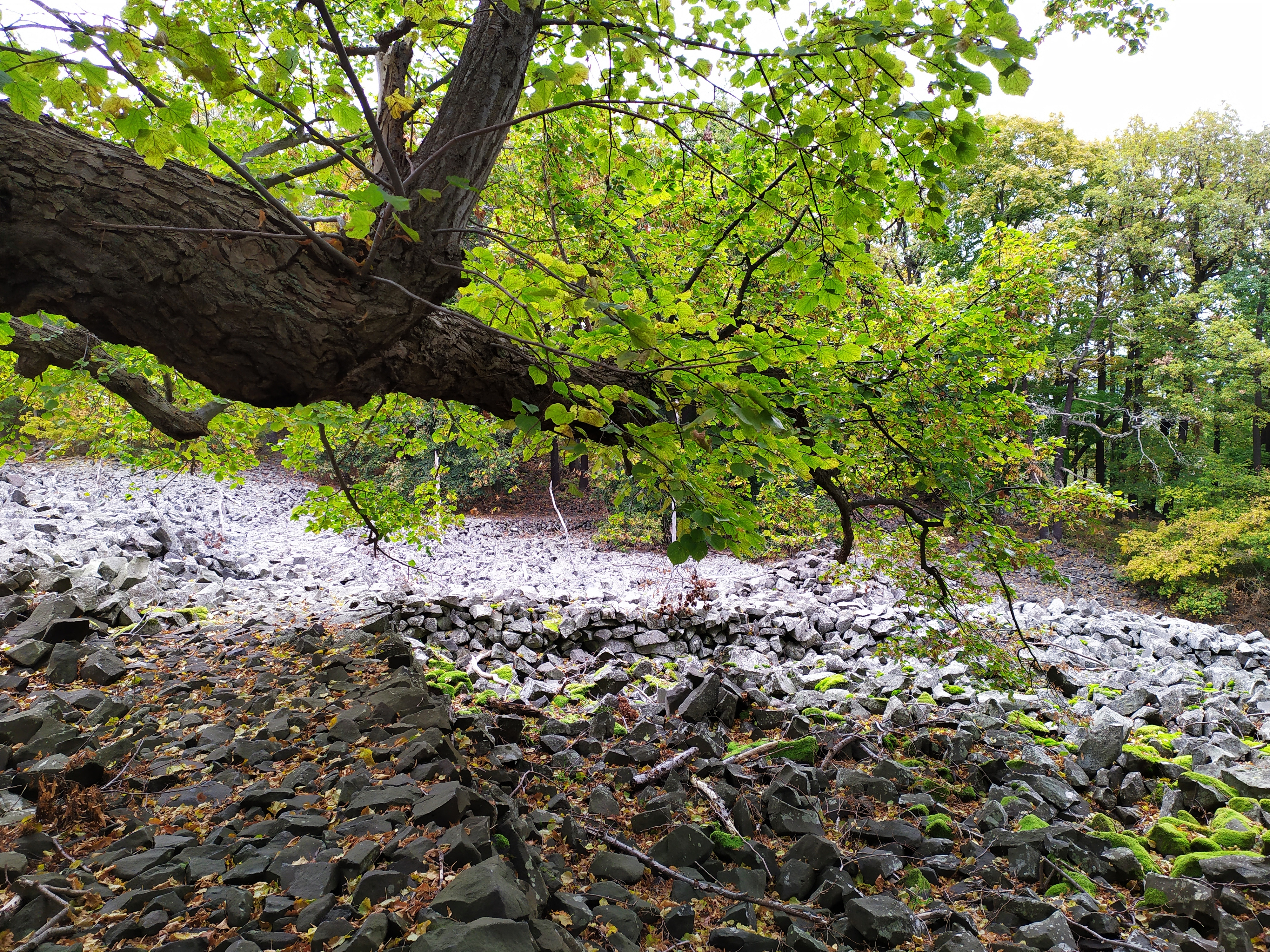
Lípa na suťové stráni

Přímo na suti dále dominují mohutní zástupci lípy velkolisté (Tilia platyphyllos). Na okrajích rostou druhy jako je javor mléč (Acer platanoides), bříza bělokorá (Betula pendula), dub zimní (Quercus petraea), smrk ztepilý (Picea abies), lípa srdčitá (Tilia cordata). Z keřů zde nalezneme ostružiník maliník (Rubus idaeus) a ostružiník křovitý (Rubus fruticosus). Květenu zastupuje zejména lipnice hajní (Poa nemoralis), kokořík vonný (Polygonatum odoratum), kakost smrdutý (Geranium robertianum), pumpava rozpuková (Erodium cicutarium).
Při okraji sutích se vzácně objevuje medovník velkokvětý (Melittis melissphyllum) a lilie zlatohlavá (Lilium martagon) patřící mezi ohrožené druhy. V rámci acidofilní vegetace efemér a sukulentů převažuje rozchodník ostrý (Sedum acre), rozchodník šestiřadý (Sedum sexangulare) a rozchodník bílý (Sedum album).

### Fauna
Svahy Plešivce jsou domovem vzácných druhů brouků jako je roháč obecný (Lucanus cervus), svižník Cicindela sylvicola, krasec lipový (Lamprodila rutilans), střevlík Leistus montanus kultianus a glaciální relikt střevlík Pterostichus negligens. Další živočichové obývající lokalitu jsou zmije obecná (Vipara barus), mlok skvrnitý (Salamandra salamandra) a horský druh měkkýše vrásenka pomezní (Discus ruderatus).
Z běžných druhů se zde vyskytují veverka obecná, srnec a ještěrka obecná.[nenalezeno v uvedeném zdroji]
Na území hnízdí také významné druhy ptáků, především dravci a sovy. Z ptactva byl zaznamenán výskyt kukačky obecné, sýčka obecného, výra velkého, puštíka obecného i strakapouda velkého.[nenalezeno v uvedeném zdroji]

## Ochrana přírody
Území je chráněno kvůli systému jam a ventarol nacházející se v plošných rozsáhlých drolinách jižních až severozápadních svahů Plešivce. Předmětem ochrany jsou také unikátní druhy brouků: roháč obecný a svižník Cicindela sylvicola, včetně dalších živočichů. Chráněny jsou i již zmiňovaní zástupci lip stabilizující suťové svahy a zvláště chráněných druhů rostlin medovník velkokvětý a lilie zlatohlavá.
Na lokalitách primárního bezlesí není prováděn žádný management, pouze na druhotných částech bezlesí postačuje pastva zvěře, která tak brání zalesnění a ruderalizaci. Biotopy jsou náchylné vůči umělým zásahům, ale jelikož je lokalita vzdálená od přímého vlivu člověka, není důvod k specifické ochraně stanovišť. Vzhledem ke stabilitě biotopů nebylo ani v minulosti nutné provádět zásah ze strany ochranářů. Míra turistiky je zde mírná s převládajícími víkendovými návštěvami území, tudíž není potřeba ji regulovat.

## Přístup

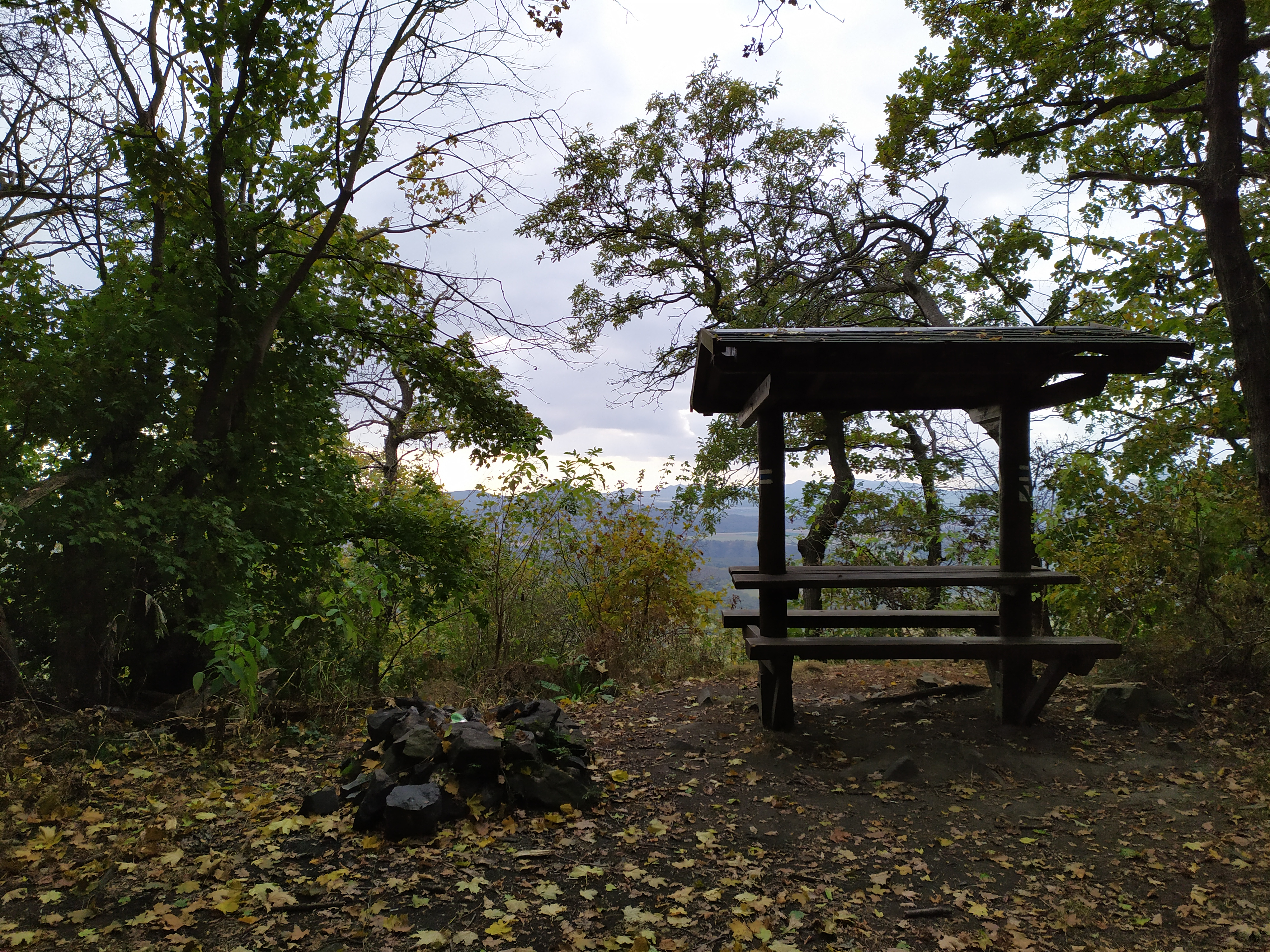
Vyhlídkové místo na vrcholu

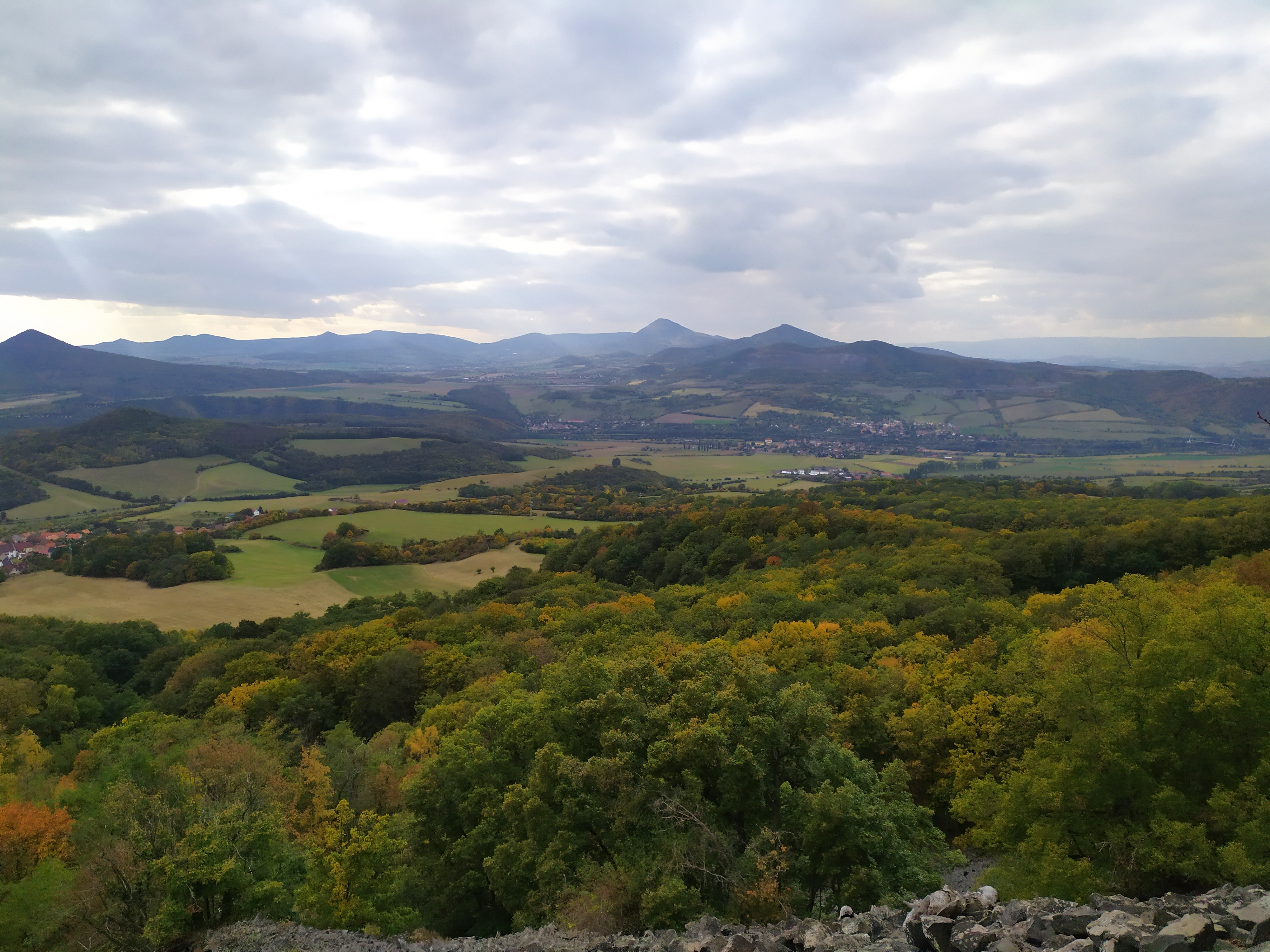
Výhled na České středohoří

K přírodní památce se lze dopravit autobusem z obcí Kamýk a Hlinná či vlakem ze zastávek: Litoměřice-Cihelna, Libochovany, Velké Žernoseky a Sebuzín. Výstup na vrchol je možné absolvovat po modře značené turistické trase z obce Kamýk (1,5 km) nebo opačným směrem ze Sebuzína (6 km). Na vrcholu Plešivce se nachází vyhlídka umožňující pohled na panorama Českého středohoří. V blízkosti vede i Naučná stezka Hlinná–Kamýk a cyklotrasa č. 3057.